# النقل الجوي اللبناني

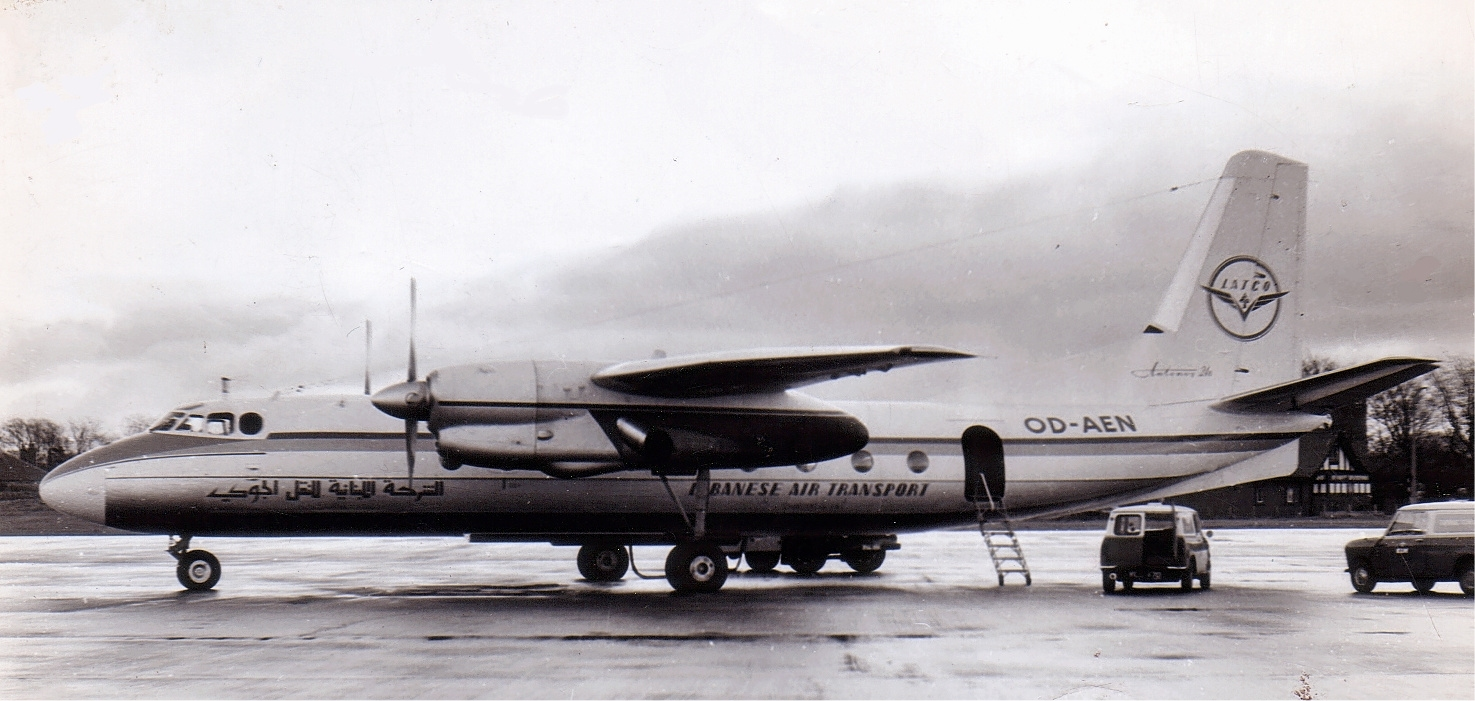
النقل الجوي اللبناني Antonov An-24B في مطار بريستويك في الستينيات.

الخطوط الجوية اللبنانية S.A.L هي شركة طيران مستأجرة مرخصة وشركة مناولة أرضية للطائرات مقرها في بيروت وتملكها مجموعة أبيلا.

## روابط خارجية
- الموقع الرسمي